# Böllhoff
Die Böllhoff Gruppe ist ein internationaler Dienstleister mit eigener Entwicklung und Produktion und ist in Europa, Asien und in Nord- und Südamerika Anbieter von Verbindungs-, Montage- und Systemtechnik. Darüber hinaus bietet die Böllhoff Gruppe Technologien und Dienstleistungen an.
Mit mehr 3.300 Mitarbeitern und einem Gruppenumsatz von 754 Mio. € im Jahr 2024 ist die Böllhoff Gruppe an 43 Standorten mit 15 Produktionsstätten in 26 Ländern, verteilt auf 5 Kontinenten präsent. Außerhalb dieser Länder betreuen über 51 Vertretungen und Händler die Kunden.
Die Böllhoff Gruppe ist ein in vierter Generation geführtes Familienunternehmen. 

## Tätigkeitsgebiet

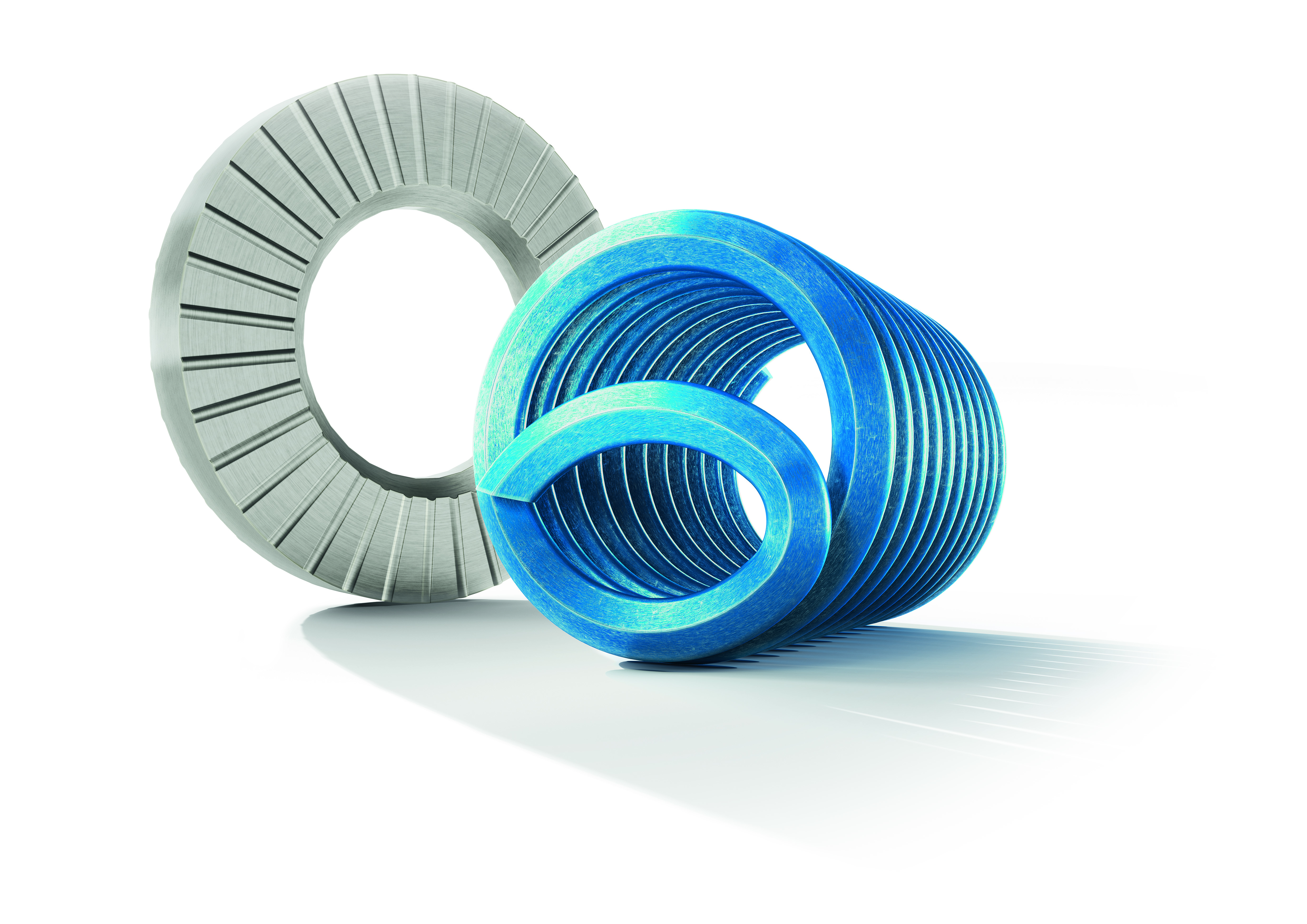
Verbindungstechnik aus eigener Entwicklung und Fertigung: RIPP LOCK Schraubensicherung und HELICOIL Gewindetechnologie

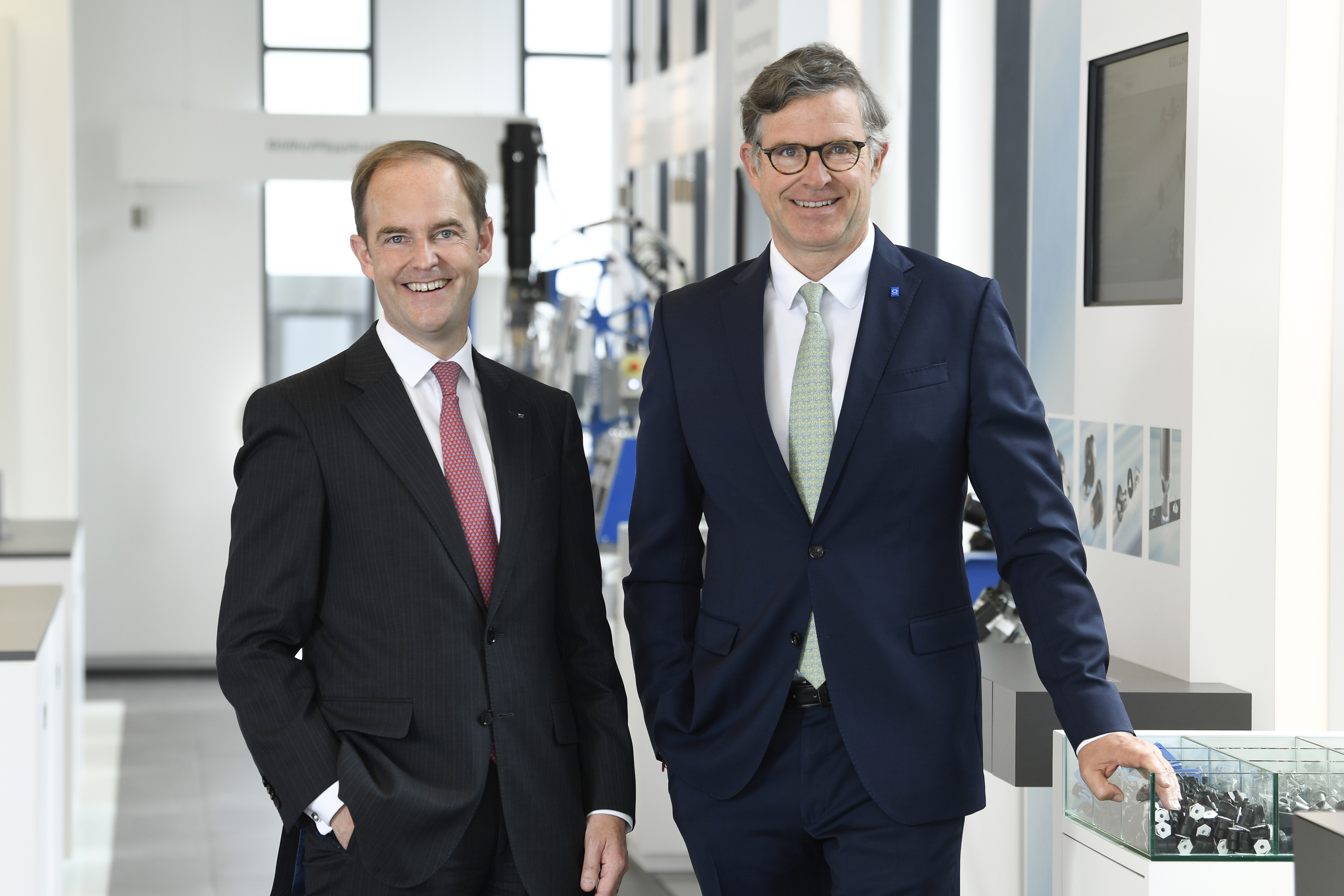
Michael W. und Wilhelm A. Böllhoff leiten das Familienunternehmen in der 4. Generation.

Die Dienstleistungen umfassen weltweit Beratung, Entwicklung und Belieferung mit Verbindungselementen und zugehörigen Montage- und Logistiklösungen.
Beispiele:
- Verbindung moderner Werkstoffe und Bauweisen
- Wirtschaftliche Beschaffung, Bevorratung und Belieferung
- Reduktion der Montagezeiten und -kosten

## Geschichte
Das Unternehmen wurde am 6. Januar 1877 von Wilhelm Böllhoff als Eisenwarenhandlung in Herdecke gegründet. Wilhelm Böllhoff baute die Eisenwarenhandlung als Lieferant für Schmieden, Schlossereien und den Bergbau in den nächsten Jahrzehnten weiter aus. 1923 wurde infolge der französischen Ruhrgebietsbesetzung eine Niederlassung in Bielefeld – dem Ort der heutigen Firmenzentrale – errichtet. In der zweiten Generation mit Josef Böllhoff fand eine Spezialisierung auf Schrauben, Muttern und Gewindeteile statt. 1952 erwarb Böllhoff eine Lizenz für die Herstellung und den Vertrieb der Gewindeeinsätze HELICOIL und errichtete eine erste eigene Produktionsstätte in Bielefeld. Mit dem Eintritt von Wolfgang W. Böllhoff, 1959, (dritte Generation) in das Unternehmen begann die Internationalisierung von Böllhoff. Heute in vierter Generation ist die Böllhoff Gruppe weltweit an 43 Standorten und 15 Produktionsstätten in 26 Ländern, verteilt auf 5 Kontinenten vertreten. Durch die Eröffnung von Vertriebsniederlassungen in Japan und Südkorea erweitert Böllhoff 2016 seine Präsenz in Asien. 2019 erfolgte die Inbetriebnahme der überregionalen Zentrallager im sächsischen Oelsnitz/Vogtland und im französischen Sainte-Hélène-du-Lac. Die Unternehmensleitung setzt sich seit 2023 zusammen aus den geschäftsführenden Gesellschaftern Wilhelm A. Böllhoff und Michael W. Böllhoff sowie Jens Bunte, Thomas Pixa und Cathrin Wesch-Potente.

## Familie
Die Böllhoff Gruppe befindet sich zu 100 % in Familienbesitz, wobei mehrere verschiedene Familienstränge an den Gesellschaften beteiligt sind. Die Familie Böllhoff engagiert sich in der Heimatstadt Bielefeld in vielen ehrenamtlichen und bürgerschaftlichen Projekten. So wurde neben der Wolfgang und Regina Böllhoff-Stiftung die Bielefelder Bürgerstiftung gegründet, die von Anja Böllhoff geleitet wird. In der Kulturinitiative ProBi, dem Förderkreis der Kunsthalle Bielefeld, dem Bielefelder Kunstverein und der Theaterstiftung sind die beiden Vettern Florian Böllhoff und Wolfgang Böllhoff aktiv. Florian Böllhoff wurde dafür im Jahre 1996 die Leineweber-Medaille, Wolfgang Böllhoff im Jahre 2008 der Ehrenring der Stadt Bielefeld verliehen.